# Regatul Israel (Samaria)
Regatul Israel, sau Regatul Samariei a fost un regat israelit din Levantul de sud din timpul Epocii Fierului. Regatul se afla pe teritoriul regiunilor Samaria, Galileea și Transiordania. Pentru cea mai mare parte a existenței sale, capitala regatului a fost orașul antic Samaria. Regatul Israelului avea ca vecini principali Regatul Iuda la sud și Imperiul Asirian la nord-est.